# Uferwiesen bei Niewisch
Das Naturschutzgebiet Uferwiesen bei Niewisch liegt auf dem Gebiet der Gemeinde Schwielochsee (Landkreis Dahme-Spreewald) und der Stadt Friedland (Landkreis Oder-Spree) in Brandenburg. 
Das 5,36 ha große Naturschutzgebiet erstreckt sich westlich von Niewisch, einem Ortsteil der Stadt Friedland, am Ostufer des Schwielochsees. Östlich des Gebietes verläuft die Landesstraße L 441.

## Bedeutung
Das Gebiet mit der Kenn-Nummer 1453 wurde mit Verordnung vom 19. November 1999 unter Naturschutz gestellt. 